# Doçaria

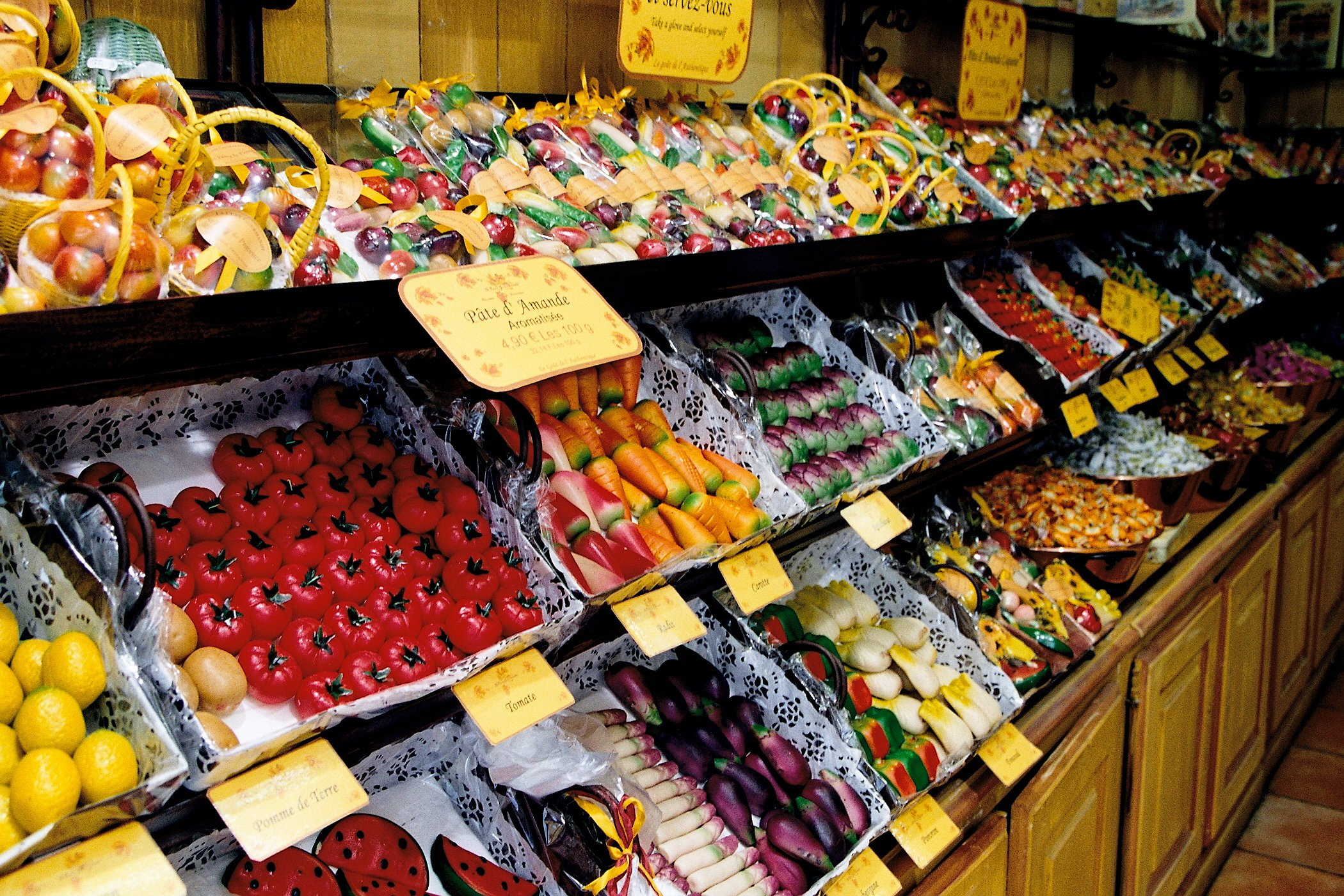
Doces no formato de frutas e vegetais em confeitaria na França

A doçaria (português europeu) ou doceria (português brasileiro), pastelaria ou confeitaria é a especialidade da culinária que se ocupa dos alimentos doces e salgados. Estes termos também indicam o conjunto de doces e salgados produzidos de forma tradicional em várias regiões, assim como o estabelecimento comercial onde estes doces se encontram à venda.

## Subcategorias
Cabem, nesta categoria, muitas subcategorias:
- os bolos e tortas/tartes
- os bolinhos ou pastéis, doces e os biscoitos
- as conservas doces de frutas, como as geleias, as compotas e as frutas cristalizadas
- os rebuçados/balas, chupa-chupas/pirulitos, caramelos e guloseimas/confeitos
- os chocolates
- os gelados/sorvetes, batidos e semifrios
- os doces feitos à base de leite
- os doces em que o ingrediente principal são frutos secos, como os nogados e o marzipã/maçapão
  - os pasteis
  - os banquetes

## Na França
A pastelaria (pâtisserie) é um tipo de padaria francesa especializada em bolos e doces. Na França, é um título legalmente regulamentado que só pode ser utilizada por padarias que empregam um mestre pasteleiro (maître pâtissier) licenciado.
Na França, o pasteleiro é um chefe de massas que tenha completado um longo processo de treinamento, normalmente um período de aprendizagem, e passou um exame escrito. Muitas vezes encontrada em parceria com uma boulangerie, as pastelarias são comuns nas cidades e aldeias da França.
O termo pastelaria (pâtisserie) também se refere às massas produzidas por um pasteleiro. Doces produzidos em massa são também chamados de pâtisserie.